# Professione medico
Professione medico (Rafferty) è una serie televisiva statunitense in 13 episodi trasmessi per la prima volta nel corso di una sola stagione nel 1977.
È una serie del genere medico incentrata sulle vicende di Sid Rafferty, un ex medico dell'esercito diventato poi medico civile.

## Personaggi e interpreti
- Dottor Sid Rafferty (13 episodi, 1977), interpretato da	Patrick McGoohan.
- Dottor Daniel Gentry (9 episodi, 1977), interpretato da	John Getz.
- Infermiera Vera Wales (9 episodi, 1977), interpretata da	Millie Slavin.
- Dottor Prud'homme (2 episodi, 1977), interpretato da	Michael C. Gwynne.
- Dottor Furey (2 episodi, 1977), interpretato da	Craig Wasson.

## Produzione
La serie, ideata da James Lee, fu prodotta da Warner Bros. Television.  Le musiche furono composte da Leonard Rosenman.

### Registi
Tra i registi della serie sono accreditati:
- Barry Crane in 7 episodi
- Arnold Laven in 3 episodi
- Patrick McGoohan in un episodio

## Distribuzione
La serie fu trasmessa negli Stati Uniti dal 5 settembre 1977 al 5 dicembre 1977 sulla rete televisiva CBS. In Italia è stata trasmessa con il titolo Professione medico.
Alcune delle uscite internazionali sono state:
- negli Stati Uniti il 5 settembre 1977 (Rafferty)
- in Spagna (Rafferty)
- in Italia (Professione medico)

## Episodi
| Stagione       | Episodi | Prima TV USA |
| -------------- | ------- | ------------ |
| Prima stagione | 13      | 1977         |